# 六川正彦
六川 正彦（ろくかわ まさひこ、1951年7月18日 - ）は、日本のベーシスト、作曲家、音楽プロデューサー。有限会社ロコスミュージック代表。音楽関係者からは「六さん」の愛称で親しまれる。

## 来歴
東京都中野区生まれ。小学生時代、テレビで観たザ・ピーナッツに憧れ、公演を調べ、観に行かせてほしいと親を説得。中学時代には、たまたま聴いたザ・ベンチャーズのレコードに衝撃を受け、エレクトリック・サウンドに魅了された。特にメル・テイラーのドラムスに惹かれ、同級生たちとバンドを結成し、六川はドラムスを叩いた。高校時代はグループ・サウンズに憧れ、ゴーゴー喫茶に通い、そこでアルバイトも始め、生演奏に多く触れた。その頃に聴いたルイズルイス加部や柳ジョージの影響で、ドラマーであったがベースにも興味を持つようになった。
日本大学芸術学部時代にはバンド・グレムリンにベーシストとして参加。当時の友人には駒沢裕城（はちみつぱい）、土屋昌巳（一風堂）など、グレムリンのメンバーには土屋潔（美乃家セントラル・ステイション）、井ノ浦英雄（夕焼け楽団）がおり、六川がミュージシャンを志したのもこの時期であった。先輩であり、いち早くプロになっていた駒沢の伝手で南佳孝のデビュー・アルバムのレコーディングのリハーサルを見学。そこで聴いた細野晴臣のベースは衝撃的で「ビート感がとにかくイカしてた。どうしてもベースに目と耳がいく。すごかった。もうカバーをやっている場合じゃない。自分のスタイルを作らないと」と、プロのベーシストへの思いを強めた。ヤマハが運営する合歓の郷で半年間住み込みながら、まだヒット前の松崎しげる、庄野真代、葛城ユキらのバックで演奏する仕事をしていた時期があり、これがよい修行になったと語っている。後にヤマハの音楽スクールでベースの講師を依頼されたことがあり、生徒にはすでにプリズムで活動していた渡辺建らがいた。
1970年代半ば、南佳孝、吉田美奈子、あがた森魚などとの共演でキャリアを積み、旧知の土屋昌巳からの誘いを受け美乃家セントラル・ステイションに加入。大橋純子とは現在もステージで共演している。アリスのファイナルツアーにもベーシストとして参加。解散後は堀内孝雄のツアーにも帯同した。サザンオールスターズの野沢秀行とも古くから親交があり、野沢のユニット・JAPANESE ELECTRIC FOUNDATIONでもベースを依頼された。
1978年に大瀧詠一プロデュースNIAGARA FALLIN' STARS名義で発売したアルバム『LET'S ONDO AGAIN』に収録の多羅尾伴内楽團『峠の早駕籠』（お猿のかごやのタイトル違い）にて駕籠屋の「えっほ、えっほ」と言う掛け声を同じベーシストの光永巌と担当する形で参加したこともある。
1980年代、徳武弘文からも声がかかり、Dr.K Projectとして活動。中学時代に憧れていたという加山雄三のバックで演奏し、後にザ・ベンチャーズとも共演した。
六川がレコーディング・ディレクションを担当していたHUMMING BIRDの所属事務所・シャングリラが倒産。路頭に迷った関係者らを救済する形で、1996年11月に新たな音楽プロダクションとしてロコスミュージックを立ち上げた。以降も、多くのミュージシャンのライブ・レコーディングなどに参加。